# Остшешув (гміна)
Гміна Остшешув (пол. Gmina Ostrzeszów) — місько-сільська гміна у північно-західній Польщі. Належить до Остшешовського повіту Великопольського воєводства.
Станом на 31 грудня 2011 у гміні проживало 23940 осіб.

## Територія
Згідно з даними за 2007 рік площа гміни становила 187.49 км², у тому числі:
- орні землі: 53.00%
- ліси: 39.00%

Таким чином, площа гміни становить 24.27% площі повіту.

## Населення
Станом на 31 грудня 2011:
| Опис     | Загалом | Загалом | Чоловіки | Чоловіки | Жінки | Жінки |
| -------- | ------- | ------- | -------- | -------- | ----- | ----- |
| одиниця  | осіб    | %       | осіб     | %        | осіб  | %     |
| все      | 23940   | 100     | 11603    | 48.47    | 12337 | 51.53 |
| міське   | 14625   | 100     | 6960     | 47.59    | 7665  | 52.41 |
| сільське | 9315    | 100     | 4643     | 49.84    | 4672  | 50.16 |

## Сусідні гміни
Гміна Остшешув межує з такими гмінами: Ґрабув-над-Просною, Дорухув, Кемпно, Кобиля Ґура, Мікстат, Пшиґодзіце, Сосне.